# Viseu 2001 - Associação Desportiva Social e Cultural
O Viseu 2001 - Associação Desportiva Social e Cultural  é uma associação localizado na cidade de Viseu  e que atualmente oferece as modalidades Futsal, Futebol, Rugby e Ciclismo.
O Viseu Futsal 2001 foi fundado em Janeiro de 2002 por Paulo de Almeida Lopes e de Tiago Freitas, sócio n.º 1. Atualmente o clube é presidido por Pedro Almeida. 
Tem várias equipas desde o escalão de pré-escolas, escolinhas, infantis, iniciados, juvenis, juniores e seniores, estes a participar no Campeonato Nacional de Futsal de Portugal da 2ª Divisão. O objectivo do clube passa por subir sustentadamente, até à Primeira Divisão Nacional Portugal e ser uma referencia de aposta na formação em Portugal.
Sendo um clube onde a modalidade rainha é o futsal, criado para unir os adeptos deste deporto da cidade de Viseu, desde cedo a equipa mantém o objectivo de subir à primeira divisão nacional conforme consta dos objectivos lavrados na sua fundação. Apesar disso e com apenas nove anos de história já conseguiu o feito inédito de subir ao segundo escalão, enquanto mantém a aposta na formação e na divulgação da modalidade. Torneios para empresas, desenvolvimento de uma equipa feminina e ocupação dos tempos livres das crianças são alguns dos projectos de um dos mais recentes clubes do distrito de Viseu.
No aspecto social a agremiação também se afirma através da realização de Férias de Verão ano após ano, proporcionando aos jovens dos 6 aos 16 anos várias actividades desportivas, recreativas, culturais, lúdicas e de ocupação de tempos livres.

## Histórico equipa sénior
| ÉPOCAS DESPORTIVAS | DIVISÃO                             | CLASSIFICAÇÃO |
| ------------------ | ----------------------------------- | ------------- |
| 2002/2003          | 1ª Divisão Associação Futebol Viseu | 5º Lugar      |
| 2003/2004          | Honra Associação Futebol Viseu      | 5º Lugar      |
| 2004/2005          | Honra Associação Futebol Viseu      | 1º Lugar      |
| 2005/2006          | 3ª Divisão Portugal-Série B         | 8ºLugar       |
| 2006/2007          | 3ª Divisão Portugal-Série B         | 6º Lugar      |
| 2007/2008          | 3ª Divisão Portugal-Série B         | 1º Lugar      |
| 2008/2009          | 2ª Divisão Portugal-Série A         | 5º Lugar      |
| 2009/2010          | 2ª Divisão Portugal-Série A         | 3º Lugar      |
| 2010/2011          | 2ª Divisão Portugal-Série A         | -             |

## Plantel 2010/2011
| Nome dos Jogadores | Idade | Clube Anterior      | Posição      | Nacionalidade |
| ------------------ | ----- | ------------------- | ------------ | ------------- |
| Diogo Pedrosa      | 22    | Instituto D. João V | Guarda-Redes | Portugal      |
| Nilton Fontes      | 22    | Académica de Viseu  | Guarda-Redes | Cabo Verde    |
| Luis Figueiredo    | 19    | Viseu Futsal        | Guarda-Redes | Portugal      |
| Hugo Agra          | 25    | Nogueirense Futsal  | Ala          | Portugal      |
| Pirata             | 24    | MODICUS             | Ala          | Portugal      |
| André Cardoso      | 19    | Viseu Futsal        | Pivot        | Portugal      |
| Miguel Angelo      | 21    | Benfica Pesqueira   | Universal    | Portugal      |
| Pedro Lopes        | 26    | ABC Nelas           | Ala          | Portugal      |
| Berto              | 28    | UTAD                | Universal    | Portugal      |
| Guri               | 25    | Mogadouro           | Pivot        | Portugal      |
| Bruno Santiago     | 27    | Oliveirense         | Fixo         | Brasil        |